# Языки Таджикистана
Языковая картина Таджикистана характеризуется рядом своеобразных черт, которые образовались в результате политических и исторических процессов XX века. Государственным и официальным языком Таджикистана признан таджикский язык. Русский язык официально признан Конституцией Республики Таджикистан языком межнационального общения.
В качестве родного языка, в стране преобладает таджикский язык — один из крупнейших иранских языков, которого многие лингвисты считают подвидом или этнолектом персидского языка. Таджикский язык считает родным более 80 % населения страны. Меньше 20 % населения страны считает родным языком другие языки. В частности, одним из самых распространённых родных языков меньшинств является узбекский язык. По официальным данным от переписи населения в 2010 году, узбеки составляют 12,2 % населения Таджикистана, то есть 926 000 человек.

## Распространение
Для большинства таджиков, которые составляют около 75% населения Таджикистана, родным языком является таджикский. На нём говорит около 3 340 000 человек. Согласно Закону о языке, таджикский является государственным языком Таджикистана. Узбеки, составляющие около 20% населения, говорят на узбекском — им владеет около 873 000 жителей страны. Большинство из них также владеет таджикским, особенно в таджикоязычных регионах (например, в Душанбе). В свою очередь, таджики в узбекоязычных регионах (на западе страны) часто говорят по-узбекски.
Около 25% населения Таджикистана владеет русским языком, ещё около 60% говорят на нём средне. Жители городов (около 30% населения страны) обычно хорошо говорят по-русски. Русский является одним из обязательных для изучения в таджикистанских школах. Согласно Закону о языке, он официально является языком межэтнического общения в Таджикистане. Во многих государственных и частных организациях он остаётся основным языком рабочего взаимодействия между сотрудниками, владение им является одним из навыков, положительно влияющих на трудоустройство в частных компаниях. Другими крупными языками являются киргизский (около 64 000 носителей) и персидский (около 50 000 носителей). Прочими иностранными языками владеет не более 2% населения страны.
К северу от бывшей советской границы таджикские говоры распространены на территории Таджикистана в большинстве его районов. Исключение составляет Горно-Бадахшанская автономная область, где сплошной таджикский ареал заканчивается в долине Ванча (Ванджа), а далее вверх по реке Пяндж распространены прежде всего памирские языки, хотя таджикоязычные кишлаки встречаются в Ишкашимском районе (области Горон и Вахан). На севере (повсеместно, кроме верховий Зеравшана) и западе республики (вплоть до линии Душанбе — Куляб) значительны анклавы узбекоязычного населения.
Анклавы таджикского населения широко распространены в основной (восточной) части Узбекистана, прежде всего в периферийных предгорных районах в Самаркандской, Сурхандарьинской, Кашкадарьинской, Навоийской (Нурата), Ташкентской (Бурчмулла), Наманганской (Чуст, Касансай), Андижанской, Ферганской областях. Исключение составляют оазисы Самарканда и Бухары, где таджикский является языком коренного населения крупных городских центров. Группы таджиков также распространены в южной Киргизии, прежде всего в Баткенской области, непосредственно примыкающей к Таджикистану.
Таджикский язык является государственным языком Республики Таджикистан, языком СМИ, обучения в школах и вузах этой страны, включая ГБАО. В Узбекистане и Киргизии официального статуса не имеет, таджикские школы и культурные центры сосредоточены прежде всего в Самарканде и Бухаре. Основные центры изучения таджикского языка расположены в Душанбе, Самарканде и Москве.
В качестве второго языка и языка межэтнического общения таджикский широко используется памирскими народностями (разговорный таджикский традиционно называется на Памире форсӣ), а также большинством узбеков Таджикистана и в значительной степени узбеками и другими национальностями в Самарканде и Бухаре. Практически все таджики Узбекистана и многие таджики севера и запада Таджикистана владеют узбекским языком как вторым.

## Региональные языки

### Узбекский язык
Узбекский язык в Таджикистане — один из наиболее распространённых языков республики. По переписи 2009 года по числу носителей узбекский язык стал вторым по числу считающих его родным (после таджикского и перед русским). В отличие от последнего, узбекский язык используется преимущественно как язык домашнего обихода среди этнических узбеков страны. Тем не менее, на юге страны, где имеются места компактного проживания узбеков, узбекским владеет также некоторая часть неузбекского населения. Так, по данным переписи 2010 года, узбекским языком владело 873 тыс. населения Таджикистана.

### Среднеазиатский диалект арабского языка
Среднеазиатский диалект арабского языка, среднеазиатский арабский язык (араб. عربية آسيا الوسطى‎) — одна из разновидностей арабского языка, находящаяся на грани исчезновения, на которой говорят в Афганистане, Таджикистане и Узбекистане. Среднеазиатские диалекты были языком для множества оседлых и кочевых общин среднеазиатских арабов, которые обитали в районе Самарканда, Бухары, Кашкадарьи, Сурхандарьи (совр. Узбекистан), Хатлонской области (совр. Таджикистан) и в некоторых районах современного Афганистана.
Первые арабы появились в Центральной Азии в VIII веке во время арабских завоеваний. После установления на этой территории власти халифа и принятия жителями этих земель ислама, арабский стал языком литературы и науки. Большинство Среднеазиатских арабов жили в изолированных сообществах и не одобряли смешивания с местным населением вплоть до конца 60-х годов XX века. Это обстоятельство позволило арабскому языку сохраниться вплоть до XX века.
В конце XIX века многие арабские скотоводы покинули территорию современных Узбекистана и Таджикистана из-за того, что эти земли перешли во владение Российской империи и мигрировали на север Афганистана. В настоящее время эти арабы не владеют арабским языком и говорят на дари или узбекском. 
После возникновения СССР среднеазиатским арабам Узбекистана и Таджикистана пришлось отказаться от кочевого образа жизни, они стали смешиваться с узбеками, таджиками и туркменами. По данным переписи 1959 года арабским владело лишь 34 % среднеазиатских арабов, остальные назвали своим родным языком узбекский или таджикский. В настоящее время на среднеазиатском арабском языке говорят в пяти сёлах Сурхандарьи, Кашкадарьи и Бухары. В Узбекистане существуют два невзаимопонятных диалекта среднеазиатского арабского языка — кашкадарьинский и бухарский.
Многие годы изучением культуры, языка и фольклора среднеазиатских арабов СССР занимался Исаак Винников. В его труде «Язык и фольклор бухарских арабов» собрано 67 текстов, записанных со слов информаторов-арабов из кишлаков Джо́гари и Арабхана́ в возрасте 25—64 лет.

### Еврейско-таджикский диалект таджикского
Еврейско-таджикский диалект таджикского (бухори, еврейско-бухарский; перс. بخاری‎ — boxārī, тадж. бухорӣ, buxorī) — разговорный и литературный язык бухарских евреев, один из еврейско-иранских языков. Фактически является говором таджикского языка. Близок еврейско-персидскому языку.
Был распространён в основном в Узбекистане: в Ташкенте, Самарканде, Бухаре, городах Ферганской долины, а также в сопредельных с Узбекистаном районах Таджикистана и Казахстана. Число говоривших на еврейско-таджикском диалекте в СССР до начала массовой репатриации бухарских евреев в Израиль (1972-73) составляло (по оценкам, основанным на советских переписях) около 30 тыс. человек. Сейчас больше всего носителей проживает в Израиле (около 50 тысяч), а также в США, Австралии и других странах. В Средней Азии осталось около 10 тысяч носителей еврейско-таджикского диалекта.
Еврейско-таджикский диалект принадлежит к северной группе диалектов таджикского языка и в таджикской диалектологии называется самаркандско-еврейским диалектом. В основном он близок самаркандско-бухарскому диалекту, а в речи бухарских евреев из Ташкента и Ферганской долины прослеживаются некоторые фонетические особенности ферганских диалектов.